# Âm nhạc của planetarian ~Chiisana Hoshi no Yume~
planetarian ~Chiisana Hoshi no Yume~ là tiểu thuyết ảo do Key phát triển và do Visual Art's và KineticNovel phát hành năm 2004. Câu chuyển kể về một người đàn ông trung niên bắt gặp một robot bị trục trặc trong một thành phố chết. Soundtrack chủ yếu do Magome Togoshi biên soạn và sắp xếp.

## Album

### Planetarian Original Soundtrack
Planetarian Original Soundtrack
| Danh sách track  | Danh sách track                                                                                 | Danh sách track         | Danh sách track |
| STT              | Nhan đề                                                                                         | Phổ nhạc                | Thời lượng      |
| ---------------- | ----------------------------------------------------------------------------------------------- | ----------------------- | --------------- |
| 1.               | "World of Stars ~Opening~" (星の世界 Hoshi no Sekai)                                            | Charles Crozat Converse | 0:59            |
| 2.               | "Song of Circling Stars ~Honky Tonk~" (星めぐりの歌 Hoshi Meguri no Uta)                        | Kenji Miyazawa          | 1:47            |
| 3.               | "Song of Circling Stars ~Metronome~" (星めぐりの歌 Hoshi Meguri no Uta)                         | Kenji Miyazawa          | 1:59            |
| 4.               | "Rain and Robot" (雨とロボット Ame to Robotto)                                                  | Magome Togoshi          | 1:38            |
| 5.               | "Song of Circling Stars ~Winter's Tale~" (星めぐりの歌 Hoshi Meguri no Uta)                     | Kenji Miyazawa          | 2:59            |
| 6.               | "Gentle Jena"                                                                                   | Magome Togoshi          | 3:37            |
| 7.               | "Perfect Human" (全き人 Mattaki Hito)                                                           | Magome Togoshi          | 2:54            |
| 8.               | "Deep Affection" (慈しみ深き Itsukushimi Fukaki)                                                | Charles Crozat Converse | 2:47            |
| 9.               | "Song of Circling Stars" (星めぐりの歌 Hoshi Meguri no Uta) (Performed by Mell)                 | Kenji Miyazawa          | 4:26            |
| 10.              | "Gentle Jena ~Extended Version~"                                                                | Magome Togoshi          | 6:53            |
| 11.              | "Human Warrior" (Arrangement by Shinji Orito)                                                   | Shinji Orito            | 5:11            |
| 12.              | "Song of Circling Stars ~Short Version~" (星めぐりの歌 Hoshi Meguri no Uta) (Performed by Mell) | Kenji Miyazawa          | 2:56            |
| Tổng thời lượng: | Tổng thời lượng:                                                                                | Tổng thời lượng:        | 38:06           |

### Drama CD

#### A Snow Globe
Planetarian Drama CD "A Snow Globe"
| Danh sách track  | Danh sách track                                                                     | Danh sách track |
| STT              | Nhan đề                                                                             | Thời lượng      |
| ---------------- | ----------------------------------------------------------------------------------- | --------------- |
| 1.               | "28th Year and 87th Day" (28年と87日 Nijūhachinen to Hachijūshichinichi)            | 3:43            |
| 2.               | "Computer Bug" (バグ Bagu)                                                          | 5:48            |
| 3.               | "Ordinary" (日常 Nichijō)                                                           | 6:37            |
| 4.               | "Escape" (脱走 Dassō)                                                               | 9:00            |
| 5.               | "Things Change, Things Remain" (変わる物、変わらない物 Kawaru Mono, Kawaranai Mono) | 7:58            |
| 6.               | "Snow Globe" (雪圏球 Yuki Kenkyū)                                                   | 7:17            |
| 7.               | "29th Year and 81st Day" (29年と81日 Nijūkūnen to Hachijūichinichi)                 | 10:47           |
| Tổng thời lượng: | Tổng thời lượng:                                                                    | 51:10           |

| Diễn viên |                                              |
| --- | -------------------------------------------- |
| \| Seiyū \| Character \| \| --------------- \| --------------------------------------------- \| \| Keiko Suzuki \| Yumemi Hoshino (ほしのゆめみ Hoshino Yumemi?) \| \| Akaru Mizuki \| Satomi Kurahashi (倉橋里美 Kurahashi Satomi?) \| \| Asahi Morishōji \| Gorō Mikajima (三ヶ島吾朗 Mikajima Gorō?) \| \| Yumi Hisako \| Yuka Morimi (森見由香 Morimi Yuka?) \| \| Yū Watanabe \| Akane Koga (古賀茜 Koga Akane?) \| |                                              |
| Seiyū | Character                                    |
| Keiko Suzuki | Yumemi Hoshino (ほしのゆめみ Hoshino Yumemi) |
| Akaru Mizuki | Satomi Kurahashi (倉橋里美 Kurahashi Satomi) |
| Asahi Morishōji | Gorō Mikajima (三ヶ島吾朗 Mikajima Gorō)     |
| Yumi Hisako | Yuka Morimi (森見由香 Morimi Yuka)           |
| Yū Watanabe | Akane Koga (古賀茜 Koga Akane)               |

#### Jerusalem
Planetarian Drama CD "Jerusalem"
| Danh sách track  | Danh sách track                                                     | Danh sách track |
| STT              | Nhan đề                                                             | Thời lượng      |
| ---------------- | ------------------------------------------------------------------- | --------------- |
| 1.               | "Chimes and Gunshots" (鐘の音と銃声と Kanenone to Jūsei to)         | 2:33            |
| 2.               | "Bell Tower Sniper" (鐘楼の狙撃手 Shōrō Sunaipā)                    | 6:28            |
| 3.               | "Mission Complete..." (作戦終了... Misshon Konpurīto)               | 10:07           |
| 4.               | "Sister" (修道女 Shisutā)                                           | 7:40            |
| 5.               | "The Country of God" (神の国 Kami no Kuni)                          | 11:50           |
| 6.               | "Hell Fire" (業火 Gōka)                                             | 9:09            |
| 7.               | "Chimes and the Atonement" (鐘の音と贖罪と Kanenone to Shokuzai to) | 14:30           |
| Tổng thời lượng: | Tổng thời lượng:                                                    | 62:17           |

| Diễn viên |                                                            |
| --- | ---------------------------------------------------------- |
| \| Seiyū \| Nhân vật \| \| ----------------- \| ----------------------------------------------------------- \| \| Akio Ōtsuka \| Maddock (マードック Mādokku?) \| \| Akira Ishida \| David Salinger (デイビッド・サリンジャー Deibiddo Sarinja?) \| \| Yuki Masuda \| Sister (シスター Shisutā?) \| \| Keijin Okuda \| Manson (マンソン?) \| \| Yasumichi Kushida \| Gwen Chow (グエン・チャウ Guen Chau?) \| \| Daisuke Endō \| Daniel Dias (ダニエル・ディアス Danieru Diasu?) \| |                                                            |
| Seiyū | Nhân vật                                                   |
| Akio Ōtsuka | Maddock (マードック Mādokku)                               |
| Akira Ishida | David Salinger (デイビッド・サリンジャー Deibiddo Sarinja) |
| Yuki Masuda | Sister (シスター Shisutā)                                  |
| Keijin Okuda | Manson (マンソン)                                          |
| Yasumichi Kushida | Gwen Chow (グエン・チャウ Guen Chau)                       |
| Daisuke Endō | Daniel Dias (ダニエル・ディアス Danieru Diasu)             |

#### Hoshi no Hito
Planetarian Drama CD "Hoshi no Hito"
| Đĩa 1 | Đĩa 1                                                            | Đĩa 1      |
| STT   | Nhan đề                                                          | Thời lượng |
| ----- | ---------------------------------------------------------------- | ---------- |
| 1.    | "Levi and Job and Ruth" (レビとヨブとルツ Rebi to Yobu to Rutsu) | 3:13       |
| 2.    | "Visitor" (来訪者 Raihōsha)                                      | 8:20       |
| 3.    | "Nostalgic Days" (懐かしき日々 Natsukashiki Hibi)                | 15:57      |
| 4.    | "Projection Commencement" (投影開始 Tōei Kashi)                  | 15:45      |
| 5.    | "Treasure" (宝物 Takaramono)                                     | 6:58       |
| 6.    | "Goddess" (女神 Megami)                                          | 7:37       |
| 7.    | "Man of the Stars" (星の人 Hoshi no Hito)                        | 18:45      |

| Đĩa 2            | Đĩa 2                                                         | Đĩa 2      |
| STT              | Nhan đề                                                       | Thời lượng |
| ---------------- | ------------------------------------------------------------- | ---------- |
| 1.               | "Tircis and Aminte" (チルシスとアマント Chirushisu to Amanto) | 5:16       |
| 2.               | "Tircis and Aminte" (チルシスとアマント Chirushisu to Amanto) | 8:26       |
| 3.               | "Tircis and Aminte" (チルシスとアマント Chirushisu to Amanto) | 7:12       |
| 4.               | "Tircis and Aminte" (チルシスとアマント Chirushisu to Amanto) | 5:21       |
| 5.               | "Tircis and Aminte" (チルシスとアマント Chirushisu to Amanto) | 5:32       |
| 6.               | "Tircis and Aminte" (チルシスとアマント Chirushisu to Amanto) | 10:22      |
| 7.               | "Tircis and Aminte" (チルシスとアマント Chirushisu to Amanto) | 8:40       |
| Tổng thời lượng: | Tổng thời lượng:                                              | 127:24     |

| Diễn viên |                                              |
| --- | -------------------------------------------- |
| \| Seiyū \| Nhân vật \| \| -------------- \| --------------------------------------------- \| \| Asuka Tanii \| Levi (レビ Rebi?) \| \| Yuka Nishigaki \| Job (ヨブ Yobu?) \| \| Yuki Matsuoka \| Ruth (ルツ Rutsu?) \| \| Masashi Hirose \| Old person (老人 Rōjin?) \| \| Hitomi Oikawa \| Ezra (エズラ Ezura?) \| \| Masayo Hosono \| Jeremiah (エレミヤ Eremiya?) \| \| Tomoka Sakai \| Villager 1 (村人1 Murabito 1?) \| \| Sami Wakima \| Villager 2 (村人2 Murabito 2?) \| \| Keiko Suzuki \| Yumemi Hoshino (ほしのゆめみ Hoshino Yumemi?) \| \| Daisuke Ono \| The junker (屑屋 Kuzuya?) \| |                                              |
| Seiyū | Nhân vật                                     |
| Asuka Tanii | Levi (レビ Rebi)                             |
| Yuka Nishigaki | Job (ヨブ Yobu)                              |
| Yuki Matsuoka | Ruth (ルツ Rutsu)                            |
| Masashi Hirose | Old person (老人 Rōjin)                      |
| Hitomi Oikawa | Ezra (エズラ Ezura)                          |
| Masayo Hosono | Jeremiah (エレミヤ Eremiya)                  |
| Tomoka Sakai | Villager 1 (村人1 Murabito 1)                |
| Sami Wakima | Villager 2 (村人2 Murabito 2)                |
| Keiko Suzuki | Yumemi Hoshino (ほしのゆめみ Hoshino Yumemi) |
| Daisuke Ono | The junker (屑屋 Kuzuya)                     |